# کیوندیولیون
کیوندیولیون (روسی: Кюндюлюн) یک رشته‌کوه در استان یاقوتستان کشور روسیه است.